# 昂布尔
昂布尔（法語：Ambres，法語發音：[ɑ̃bʁ]）是法国奧克西塔尼大區塔恩省的一个市镇，属于卡斯特尔区。

## 地理
昂布尔（43°43'54"N, 1°48'48"E）面积19.11 平方千米，位于法国奧克西塔尼大區塔恩省，该省份为法国南部内陆省份，北起顺时针与阿韦龙省、埃罗省、奥德省、上加龙省和塔恩-加龙省接壤。
与昂布尔接壤的市镇（或旧市镇、城区）包括：菲亚克、日鲁桑斯、圣乔治堡、拉沃尔、圣戈藏、圣让德里沃。

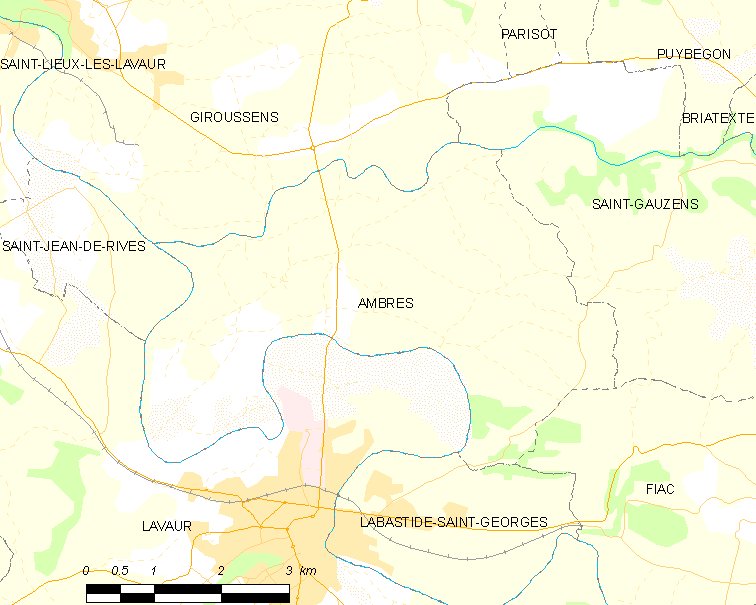
昂布尔的OSM定位图

昂布尔的时区为UTC+01:00、UTC+02:00（夏令时）。

## 行政
昂布尔的邮政编码为81500，INSEE市镇编码为81011。

## 政治
昂布尔所属的省级选区为塔恩之门县。

## 人口

1962-2008年间昂布尔人口变化图示

昂布尔于2022年1月1日时的人口数量为1031人。